# Erythemis plebeja
Erythemis plebeja är en trollsländeart som först beskrevs av Hermann Burmeister 1839.  Erythemis plebeja ingår i släktet Erythemis och familjen segeltrollsländor. IUCN kategoriserar arten globalt som livskraftig. Inga underarter finns listade i Catalogue of Life.

## Bildgalleri

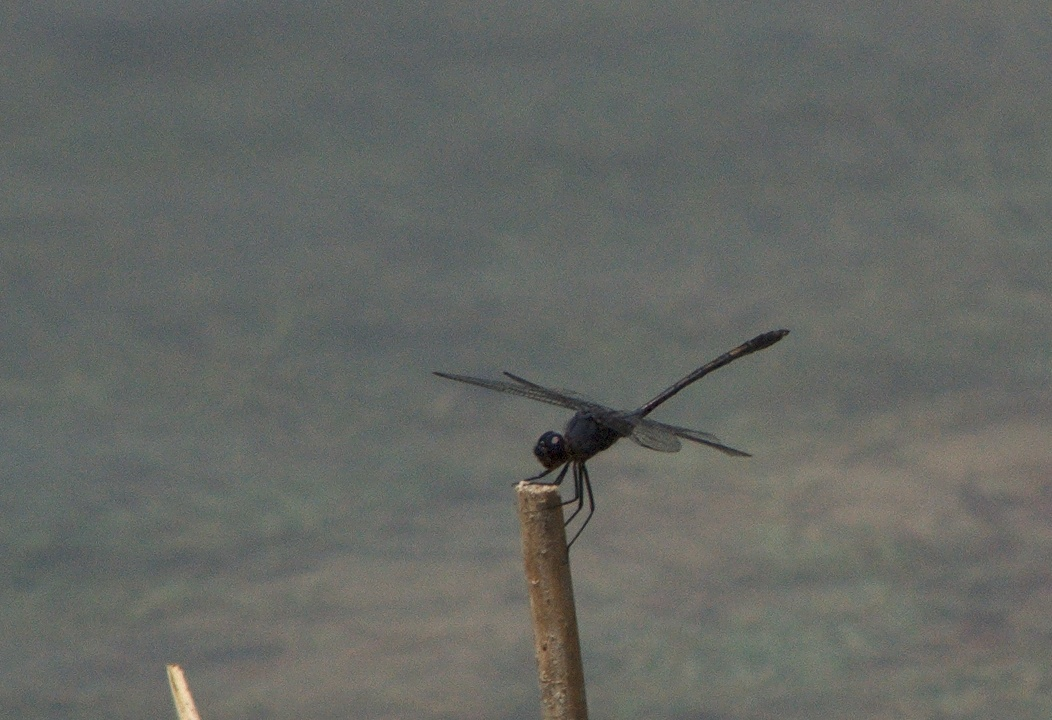